# Acido antimonico
L'acido antimonico è un composto chimico con la formula chimica H3SbO4 ed è l'analogo di antimonio dell'acido fosforico.

Esiste solo in forma idrata HSb(OH)6, che si dissocia in H+ e [Sb(OH)6]- (pKa 2,55). I suoi sali, detti antimoniati, contengono l'anione [Sb(OH)6]-, che si decompongono se vengono disidratati.